# Pintor de Agrigento

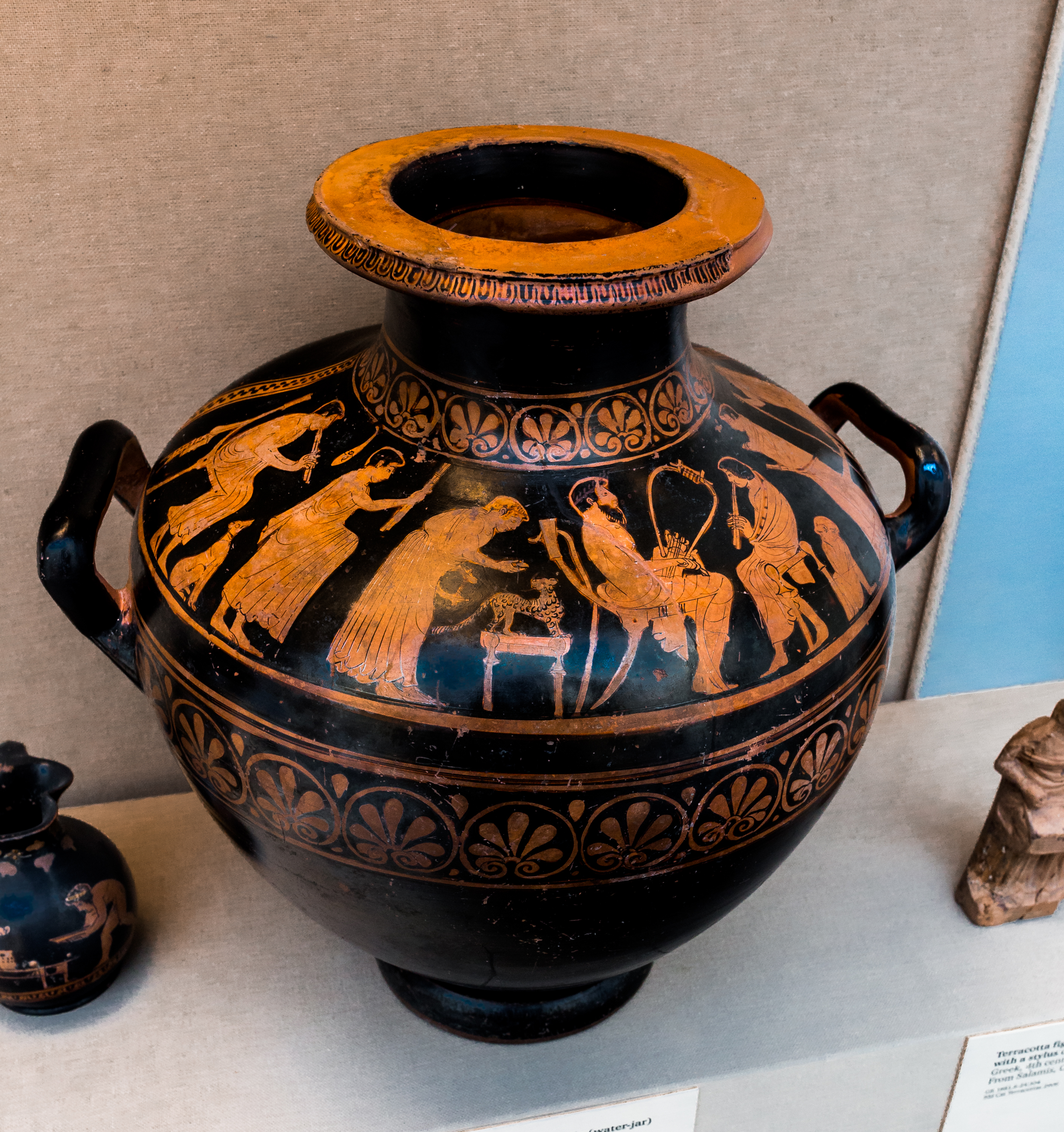
Hidria ática de figuras rojas, que representa una escena con músicos, Museo Británico 1864,1007.84, Londres.

El Pintor de Agrigento es el nombre convenido para un pintor de vasos áticos activo desde aproximadamente el 475 hasta el 450 a. C. Alumno del Pintor de los cerdos, fue un pintor ático de vasos de cerámica de figuras rojas, perteneciente a los manieristas más antiguos. Su nombre deriva de la ciudad siciliana de Agrigento, cuyo museo (Museo Archeologico Regionale, AB 206657) posee una crátera de de figuras rojas decorada a mano, con una escena de batalla entre Heracles y el centauro Neso. Estuvo fuertemente influenciado por las obras del [[Pintor de Altamura|], cuya carrera se remonta a antes del 470 a. C. Entre sus primeras obras se encuentra la crátera de columnas de Oxford (Museo Ashmolean G270). La pélice de figuras rojas (Museo Arqueológico Nacional, 12492) es una de sus últimas obras, que en su decoración (y forma) se asemeja a la obra del Pintor de Cleofonte.
Como todos los "manieristas", prefería la decoración de grandes vasos. Principalmente cráteras de columnas; de los aproximadamente setenta vasos que le atribuye John Beazley, se han catalogado más de cuarenta. Con mayor frecuencia representaba escenas de procesión en honor a Dioniso y escenas mitológicas.
Su calpis de Boston (Massachusetts) (Museo de Bellas Artes 08.417) representa a una vaca corriendo, transformada en Io, en el centro de la composición. Frente a ella se encuentra el guardián Argos Panoptes, con múltiples ojos repartidos por todo el cuerpo, armado con un garrote y una espada. Huye de Hermes, quien pretende matarlo. La identidad de la figura femenina que se encuentra frente a la vaca es algo ambigua. A primera vista, podría parecer la diosa Hera, identificada por su cetro. Este calpis de Boston es un ejemplo del manierismo de figuras rojas del Clásico antiguo. Las figuras, sus vestimentas y detalles están representados en un estilo casi arcaico (barbas puntiagudas, esquinas de tela, dobladillos y drapeados). A pesar de sus pasos largos y brazos alzados, estas figuras son bastante rígidas. Los drapeados (arcaicos o no), los paneles de los marcos y las formas anticuadas son típicos de las pinturas manieristas de vasos de figuras rojas. El Pintor de Agrigento comparte con otros pintores del Clásico antiguo la tendencia a sobrecargar la composición con figuras superpuestas, detalles elaborados y bordes u ornamentación excesivos (solo una de sus cráteras carece de bordes).